# Zemský okres Jihozápadní Falc
Zemský okres Jihozápadní Falc (německy Landkreis Südwestpfalz) je zemský okres v německé spolkové zemi Porýní-Falc. Sídlem správy zemského okresu je město Pirmasens, které ovšem není jeho součástí. Má  obyvatel. 

## Města a obce
Města:
1. Dahn
2. Rodalben
3. Hornbach

Obce:
1. Althornbach
2. Battweiler
3. Bechhofen
4. Biedershausen
5. Bobenthal
6. Bottenbach
7. Bruchweiler-Bärenbach
8. Bundenthal
9. Busenberg
10. Clausen
11. Contwig
12. Darstein
13. Dellfeld
14. Dietrichingen
15. Dimbach
16. Donsieders
17. Eppenbrunn
18. Erfweiler
19. Erlenbach bei Dahn
20. Fischbach bei Dahn
21. Geiselberg
22. Großbundenbach
23. Großsteinhausen
24. Hauenstein
25. Heltersberg
26. Hermersberg
27. Herschberg
28. Hettenhausen
29. Hilst
30. Hinterweidenthal
31. Hirschthal
32. Höheinöd
33. Höheischweiler
34. Höhfröschen
35. Horbach
36. Käshofen
37. Kleinbundenbach
38. Kleinsteinhausen
39. Knopp-Labach
40. Krähenberg
41. Kröppen
42. Leimen
43. Lemberg
44. Ludwigswinkel
45. Lug
46. Maßweiler
47. Mauschbach
48. Merzalben
49. Münchweiler an der Rodalb
50. Niederschlettenbach
51. Nothweiler
52. Nünschweiler
53. Obernheim-Kirchenarnbach
54. Obersimten
55. Petersberg
56. Reifenberg
57. Riedelberg
58. Rieschweiler-Mühlbach
59. Rosenkopf
60. Rumbach
61. Ruppertsweiler
62. Saalstadt
63. Schauerberg
64. Schindhard
65. Schmalenberg
66. Schmitshausen
67. Schönau
68. Schwanheim
69. Schweix
70. Spirkelbach
71. Steinalben
72. Thaleischweiler-Fröschen
73. Trulben
74. Vinningen
75. Waldfischbach-Burgalben
76. Wallhalben
77. Walshausen
78. Weselberg
79. Wiesbach
80. Wilgartswiesen
81. Winterbach